# 네나
네나(독일어: Nena, 1960년 3월 24일 ~ )는 독일의 가수이다.